# ニンフェ (小惑星)
ニンフェ (875 Nymphe) は小惑星帯に位置する小惑星である。ハイデルベルクのケーニッヒシュトゥール天文台でマックス・ヴォルフによって発見された。
ギリシア神話に登場するニンフ（ニュンペー）にちなんで命名された。